# Nati nel 2002/Dicembre
| Questa pagina contiene informazioni ricavate automaticamente dalle voci biografiche con l'ausilio del template Bio e di un bot. L'aggiornamento è periodico e automatico e ricostruisce completamente la pagina. Se manca una persona in questa lista, sei pregato di non aggiungerla, ma accertati piuttosto che la sua voce biografica contenga il template Bio e che i dati anagrafici siano correttamente compilati. Se il template Bio manca, inseriscilo tu stesso o, in alternativa, metti l'avviso {{tmp\|Bio}} che ne segnala la mancanza. Se i dati riportati sono sbagliati, correggi direttamente la voce biografica; le modifiche saranno visibili in questa lista entro pochi giorni. Per chiarimenti vedi il progetto biografie. La lista contiene solo le 140 persone che sono citate nell'enciclopedia e per le quali è stato implementato correttamente il template Bio. Pagina aggiornata al 10 ago 2025. |

- 1º dicembre - Cătălin Cîrjan, calciatore rumeno
- 1º dicembre - Ihor Krasnopir, calciatore ucraino
- 2 dicembre - Eden Cheng, tuffatrice britannica
- 2 dicembre - Roman Didyk, calciatore ucraino
- 2 dicembre - Anastasija Gubanova, pattinatrice artistica su ghiaccio russa
- 2 dicembre - Furkan Haltalı, cestista turco
- 2 dicembre - Dino Salihovic, calciatore svedese
- 2 dicembre - Jaylon Tyson, cestista statunitense
- 2 dicembre - Egor Ušakov, calciatore russo
- 3 dicembre - Emil Pettersson, sciatore alpino svedese
- 4 dicembre - Jan Biegański, calciatore polacco
- 4 dicembre - John Butler, cestista statunitense
- 4 dicembre - María Dueñas, violinista spagnola
- 4 dicembre - Ahmed Hafnaoui, nuotatore tunisino
- 4 dicembre - Donovan Jackson, giocatore di football americano statunitense
- 4 dicembre - Michael Sambataro, calciatore dominicano
- 4 dicembre - Stefan Todorović, cestista serbo
- 4 dicembre - Nikola Wielowska, pistard e ciclista su strada polacca
- 5 dicembre - Raúl Moro, calciatore spagnolo
- 5 dicembre - Supitchaya Songpan, nuotatrice artistica thailandese
- 6 dicembre - Josh Coburn, calciatore inglese
- 6 dicembre - Junior Colson, giocatore di football americano haitiano
- 6 dicembre - Noah Mneney, calciatore faroese
- 6 dicembre - Tom Sparrow, calciatore gallese
- 7 dicembre - Noah Bischof, calciatore austriaco
- 7 dicembre - Lindon Emërllahu, calciatore kosovaro
- 7 dicembre - Torri Huske, nuotatrice statunitense
- 7 dicembre - Andrew Mukuba, giocatore di football americano zimbabwese
- 8 dicembre - Igor Arrieta, ciclista su strada e ciclocrossista spagnolo
- 8 dicembre - Julie De Wilde, ciclista su strada, ciclocrossista e pistard belga
- 8 dicembre - Noah Shamoun, calciatore siriano
- 8 dicembre - Ianis Stoica, calciatore rumeno
- 9 dicembre - Olu Fashanu, giocatore di football americano statunitense
- 9 dicembre - Isaac Ngoma, calciatore centrafricano
- 9 dicembre - Vlada Nikol'čenko, ginnasta ucraina
- 9 dicembre - Muzala Samukonga, velocista zambiano
- 10 dicembre - Pat Bryant, giocatore di football americano statunitense
- 10 dicembre - Dezirett Madán, pallavolista cubana
- 11 dicembre - Dara Costelloe, calciatore irlandese
- 11 dicembre - Matei Ilie, calciatore rumeno
- 11 dicembre - Aviel Zargari, calciatore israeliano
- 11 dicembre - Marcelinho, calciatore brasiliano
- 12 dicembre - Aliou Baldé, calciatore guineano
- 12 dicembre - Dylan Deschamps, sciatore freestyle canadese
- 12 dicembre - Yi Christy Leung, pattinatrice artistica su ghiaccio hongkonghese
- 12 dicembre - Timothé Mumenthaler, velocista svizzero
- 12 dicembre - Kiara Rodriguez, atleta paralimpica ecuadoriana
- 12 dicembre - Rihito Yamamoto, calciatore giapponese
- 13 dicembre - Brock Bowers, giocatore di football americano statunitense
- 13 dicembre - Jalen Milroe, giocatore di football americano statunitense
- 14 dicembre - Aurora Abatangelo, hockeista su ghiaccio italiana
- 14 dicembre - Austin Booker, giocatore di football americano statunitense
- 14 dicembre - Francisco Conceição, calciatore portoghese
- 15 dicembre - Ahmed Diomandé, calciatore maliano
- 15 dicembre - Marina González, ginnasta spagnola
- 15 dicembre - Jayden Higgins, giocatore di football americano statunitense
- 15 dicembre - Alexander Oroz, calciatore cileno
- 15 dicembre - Morgane Osyssek-Reimer, ginnasta francese
- 15 dicembre - Sonjaa Schmidt, fondista canadese
- 15 dicembre - Ema Volavšek, combinatista nordica slovena
- 16 dicembre - Gil Gelders, ciclista su strada belga
- 16 dicembre - Liam Gibbs, calciatore inglese
- 16 dicembre - Junior Kadile, calciatore francese
- 16 dicembre - Silja Kosonen, martellista finlandese
- 16 dicembre - Cornelia Kramer, calciatrice danese
- 16 dicembre - Victor Kristiansen, calciatore danese
- 16 dicembre - Zera, cantante e rapper austriaca
- 16 dicembre - Sergej Prjachin, calciatore russo
- 17 dicembre - Stefania Liberakakis, cantante e attrice olandese
- 17 dicembre - Castello Lukeba, calciatore francese
- 17 dicembre - Matthew Richards, nuotatore britannico
- 17 dicembre - Nikki Rodriguez, attrice statunitense
- 18 dicembre - Jack Bech, giocatore di football americano statunitense
- 18 dicembre - Giuliano Simeone, calciatore argentino
- 18 dicembre - Maja Åskag, lunghista e triplista svedese
- 19 dicembre - Elia Barp, fondista italiano
- 19 dicembre - Sofie Dokter, multiplista olandese
- 19 dicembre - Matías Ferreira, calciatore uruguaiano
- 19 dicembre - Huh Mi-mi, judoka sudcoreana
- 19 dicembre - Pablo Pagis, calciatore francese
- 19 dicembre - Maximilian Schwarz, sciatore alpino tedesco
- 19 dicembre - Youssuf Sylla, calciatore belga
- 19 dicembre - Mats Wenzel, ciclista su strada e ciclocrossista lussemburghese
- 20 dicembre - Peter Agba, calciatore nigeriano
- 20 dicembre - Olivia Sellstedt, ex sciatrice alpina svedese
- 20 dicembre - Aimar Sher, calciatore iracheno
- 21 dicembre - Jaylin Galloway, cestista australiano
- 21 dicembre - David Ricardo Loiola da Silva, calciatore brasiliano
- 21 dicembre - Ringo Meerveld, calciatore olandese
- 21 dicembre - Clara Tauson, tennista danese
- 22 dicembre - Emma Finucane, pistard britannica
- 22 dicembre - Datro Fofana, calciatore ivoriano
- 22 dicembre - Caleb Ransaw, giocatore di football americano statunitense
- 22 dicembre - Barryn Sorrell, giocatore di football americano statunitense
- 22 dicembre - Manizha Talash, danzatrice afghana
- 23 dicembre - Nene Dorgeles, calciatore maliano
- 23 dicembre - Manuel Polster, calciatore austriaco
- 23 dicembre - Finn Wolfhard, attore, musicista e regista canadese
- 23 dicembre - Aleksa Đurasović, calciatore serbo
- 24 dicembre - Iván Azón, calciatore spagnolo
- 24 dicembre - Petar Bajalica, giocatore di football americano serbo
- 24 dicembre - Polina Orlova, ginnasta russa
- 24 dicembre - Joshua Primo, cestista canadese
- 24 dicembre - Jeremiah Trotter Jr., giocatore di football americano statunitense
- 24 dicembre - Yang Zixuan, goista taiwanese
- 25 dicembre - Taishi Brandon Nozawa, calciatore giapponese
- 25 dicembre - Abakar Sylla, calciatore ivoriano
- 26 dicembre - Stipe Biuk, calciatore croato
- 26 dicembre - Kamil Conteh, calciatore inglese
- 26 dicembre - Josh Wilson-Esbrand, calciatore inglese
- 26 dicembre - Josh Simmons, giocatore di football americano statunitense
- 26 dicembre - Mads Søndergaard, calciatore danese
- 27 dicembre - Wyatt Milum, giocatore di football americano statunitense
- 27 dicembre - Octavian Popescu, calciatore rumeno
- 28 dicembre - Tom Cannon, calciatore irlandese
- 28 dicembre - Bangaly Cissé, calciatore guineano
- 28 dicembre - Liliane Gagnon, fondista canadese
- 28 dicembre - Giannīs Satsias, calciatore cipriota
- 29 dicembre - Hanna Aronsson Elfman, sciatrice alpina svedese
- 29 dicembre - Jarquez Hunter, giocatore di football americano statunitense
- 29 dicembre - Daniel dos Santos, calciatore portoghese
- 30 dicembre - Elliot Anderson, calciatore inglese
- 30 dicembre - Pedro Brazão, calciatore portoghese
- 30 dicembre - Chem Campbell, calciatore gallese
- 30 dicembre - Ajani Fortune, calciatore trinidadiano
- 30 dicembre - Hugo Gambor, calciatore centrafricano
- 30 dicembre - Maguette Gueye, calciatore senegalese
- 30 dicembre - Filmon Kibrom, mezzofondista eritreo
- 30 dicembre - Mayckel Lahdo, calciatore svedese
- 31 dicembre - Forson Amankwah, calciatore ghanese
- 31 dicembre - Ștefan Baiaram, calciatore rumeno
- 31 dicembre - Ryan Flamingo, calciatore olandese
- 31 dicembre - Luke Lamperti, ciclista su strada statunitense
- 31 dicembre - Josafat Mendes, calciatore svedese
- 31 dicembre - Favour Ofili, velocista nigeriana
- 31 dicembre - Dar'ja Pavljučenko, pattinatrice artistica su ghiaccio russa
- 31 dicembre - Joe Scally, calciatore statunitense
- 31 dicembre - Terquavion Smith, cestista statunitense
- 31 dicembre - Mako Yamashita, pattinatrice artistica su ghiaccio giapponese
- 31 dicembre - Khoi Young, ginnasta statunitense